# К-493
К-493 — советская и российская атомная подводная лодка проекта 705К «Лира». Построена в 1972—1981 годах, служила в составе 6-й дивизии подводных лодок Северного флота, исключена из состава в 1990 году.

## История строительства
Подводная лодка была заложена на стапеле цеха № 42 Северного машиностроительного предприятия в Северодвинске 21 февраля 1972 года под заводским номером 107, ответственный сдатчик — Г. М. Грязнухин. Экипаж под командованием капитана 1-го ранга Ю. К. Барышева набирался из состава 33-й дивизии подводных лодок и был сформирован к 1 декабря 1974 года. В 1975—1976 годах экипаж К-493 в числе первых прошёл обучение в новом 270-м учебном центре ВМФ в Сосновом Бору.
В начале 1980 года для ввода в строй радиолокационной станции «Чибис» уже принятой в строй АПЛ К-432 пришлось транспортировать самолётом аналогичную станцию со строящейся К-493. В июне 1980 года командиром К-493 был назначен Н. В. Волков, бывший старпом «заказа 106».
21 сентября 1980 года К-493 была спущена на воду, 30 сентября 1981 года был подписан приёмный акт, лодка вступила в строй.

## История службы
1 октября 1981 года на корабле поднят военно-морской флаг. В октябре К-493 перешла к месту постоянного базирования в Западную Лицу. 23 ноября зачислена в состав 6-й дивизии подводных лодок, а уже 3 декабря того же года введена в состав сил постоянной готовности со 168-м экипажем на борту. В 1982 году К-493 со 168-м экипажем (командир — Н. И. Мазин) выполнила боевую службу, а основной экипаж К-493 после отработки учебных задач в том же году выполнил боевую службу на борту однотипной лодки К-432. В декабре 1982 — январе 1983 года К-493 прошла ремонт в Северодвинске, после чего с 168-м экипажем вернулась на базу.
В 1983 году К-493 выполнила две боевые службы, одну с основным экипажем (командир — Н. В. Волков), вторую — с 168-м экипажем (командир — А. А. Муравьёв). В том же году был создан 597-й технический экипаж, проводивший послепоходовое обслуживание К-493 и планово-предупредительные ремонты, технический экипаж просуществовал до 1991 года. В 1984 году К-493 снова выполнила две боевые службы, сперва с основным экипажем (командир — Б. Г. Коляда, старший на борту — Г. Д. Баранов), затем с 537-м экипажем (командир — В. Т. Булгаков). В 1985 году выполнила две боевых службы, в 1986 году — ещё одну боевую службу. До 1989 года находилась в составе сил постоянной готовности. 20 октября 1989 года был остановлен реактор, затем К-493 на буксире была переведена в Гремиху и после выгрузки активной зоны реактора возвращена в Западную Лицу.
19 апреля 1990 года К-493 была выведена из боевого состава, в 1991 году передана 33-й ДиПЛ, в 1992 году переименована в Б-493. До 1995 года находилась на отстое в Западной Лице, затем переведена в Северодвинск, где в 1996 году была утилизирована. Трёхотсечный блок хранился на плаву в Сайда-губе до 2002 года, затем был разделан до одноотсечного блока на СРЗ «Нерпа» и с 2010 года установлен на суше в пункте долговременного хранения Сайда-Губа.

## Командиры
- 1974—1979: Юрий Константинович Барышев[3];
- 1980—1983: Николай Владимирович Волков;
- 1983—1985: Борис Григорьевич Коляда;
- 1985—1986: Сергей Матвеевич Карьялайнен — в дальнейшем стал первым командиром АПЛ К-132 проекта 949А;
- 1986—1990: Сергей Александрович Барлин (1952—2023[4]).

После вывода из боевого состава
- 1990—1991: Сергей Геннадьевич Козарь[3];
- 1992: Александр Николаевич Феоктистов[5];
- 1992—1996: Александр Александрович Шауров.

597-й технический экипаж
- 1983—1991: Леонид Васильевич Гаврилов, ранее — командир 32-го технического экипажа[3];